# Жилка (Люблінське воєводство)
Жилка (пол. Żyłka) — село в Польщі, у гміні Белзець Томашівського повіту Люблінського воєводства.
Населення — 93 особи (2011).
Розташоване на Закерзонні (в історичному Надсянні).
У 1975—1998 роках село належало до Замойського воєводства.

## Демографія
Демографічна структура станом на 31 березня 2011 року:
|          | Загалом | Допрацездатний вік | Працездатний вік | Постпрацездатний вік |
| -------- | ------- | ------------------ | ---------------- | -------------------- |
| Чоловіки | 46      | 10                 | 31               | 5                    |
| Жінки    | 47      | 12                 | 20               | 15                   |
| Разом    | 93      | 22                 | 51               | 20                   |